# Hélène (Euripide)
Pour les articles homonymes, voir Hélène.
Hélène (Ἑλένη / Elenē) est une tragédie grecque d'Euripide, sans doute représentée pour la première fois à la Grande Dionysie de 412 av. J.-C., et qui illustre la version du mythe troyen selon laquelle Hélène aurait vécu la guerre de Troie exilée en Égypte.

## Argument
Raillée, par Aristophane notamment, la version alternative du mythe d'Hélène que présente Euripide commence par le postulat selon lequel ce n'est pas la vraie fille de Léda qui fut enlevée par Pâris, mais une émanation fantomatique lui ressemblant trait pour trait, générée par Héra, désireuse de se venger de ce que le héros troyen ait désigné Aphrodite comme la plus belle des déesses parmi trois, à savoir Héra, Athéna et Aphrodite, cette dernière ayant influencé quelque peu Pâris en lui promettant de lui donner Hélène, plus belle des mortelles.
Emportée par Hermès et trouvant asile en Égypte sur l'île de Pharos, demeure du roi Protée, Hélène, consciente de ce qu'elle est à l'origine de la guerre de Troie, réussit à préserver son hymen avec Ménélas de toute souillure avec la bénédiction de Protée. Mais à la mort de celui-ci, le fils de ce dernier, Théoclymène, insiste pour qu'Hélène devienne son épouse. Trouvant refuge auprès de la sépulture du défunt roi, que son fils ne saurait violer sans aller à l'encontre des traditions, la situation, bien que l'ulcérant quelque peu, reste stable et cela jusqu'au jour où Ménélas, qu'Hélène pense mort sur les déclarations de Teucros, frère d'Ajax, accoste involontairement sur l'île de Pharos après sept années de dérive consécutives à la fin de la guerre de Troie. Ne lui restant que quelques compagnons et le fantôme d'Hélène qu'il a ramené avec lui, il croise sa femme en allant seul demander secours auprès du roi de cette terre. Il s'ensuit un quiproquo au terme duquel Ménélas menace de quitter Pharos sans sa femme, qu'il pense avec ses compagnons, quiproquo qui ne se conclura qu'à la disparition mystique du fantôme généré par Héra. Heureux de se retrouver, les deux époux échafaudent un plan pour s'échapper et retourner à Sparte. 
Avec la complicité de Théonoé, sœur de Théoclymène et divinatrice[réf. nécessaire], et avec l'assentiment d'Héra leur étant désormais favorable, Hélène assure à son prétendant que son premier mari est mort en mer. Ménélas, vêtu de haillons, se fait passer pour un des anciens compagnons de ce dernier et explique à Théoclymène, avec l'appui de sa femme, qu'une épouse grecque se doit de rendre hommage à son défunt mari, mort en mer, en y rejetant un cénotaphe. Théoclymène, qui se voit promettre en échange qu'Hélène sera sa femme, lui offre alors un navire, des vivres destinées au sacrifice, des armes d'airain et quelques hommes afin qu'elle puisse respecter cette coutume. Rejoints par ses compagnons, Ménélas prend possession du navire ayant largué les amarres en massacrant les marins égyptiens et finit par voguer vers Sparte avec sa promise. 
Furieux, Théoclymène, apprenant par un des marins ayant survécu à la traitrise du couple et de sa sœur lui ayant menti sur le destin de Ménélas, n'est dissuadé de la tuer que par l'apparition divine des Dioscures Castor et Pollux, frères d'Hélène, convainquant le nouveau roi d'Égypte que ce mariage lui était impossible car le destin en avait voulu ainsi. 
Il est à noter que ce Deus ex machina, l'apparition spectrale des Dioscures, est employé à plusieurs reprises dans l'œuvre d'Euripide, notamment dans Electre.

### Éditions
- Euripide (trad. Jean Bollack et Mayotte Bollack), Hélène, Paris, Éditions de Minuit, 1997 (ISBN 978-2-7073-1619-6).

### Études
- Gilberte Ronnet, « Le cas de conscience de Théonoé ou Euripide et la sophistique face à l'idée de justice », Revue de philologie, de littérature et d'histoire anciennes, no 53,‎ 1979, p. 251-260 (lire en ligne).